# Epimecinus alkirna
Epimecinus alkirna är en spindelart som beskrevs av Gray 1973. Epimecinus alkirna ingår i släktet Epimecinus och familjen Desidae.
Artens utbredningsområde är Western Australia. Inga underarter finns listade i Catalogue of Life.